# Chun Woo-hee
Chun Woo-hee (en hangul, 천우희) (Icheon, Corea del Sur, 20 de abril de 1987) es una actriz surcoreana.

## Carrera
Es miembro de la agencia H& Entertainment. Previamente formó parte de Namoo Actors.
Chun debutó como actriz en 2004, pero llamaría la atención con el papel secundario de una adolescente rebelde en el taquillera película de 2011, Sunny.
En 2014, Chun recibió elogios de la crítica nacional e internacional por su primer papel principal en Han Gong-ju, una película indie acerca de una joven traumatizada que intenta seguir adelante con su vida después de sufrir una tragedia. Otras apariciones notables incluyen The Beauty Inside (2015), donde interpreta una de las distintas apariencias de la protagonista Kim Woo-jin, Love, Lies (2016) y The Wailing (2016).
El 9 de agosto de 2019 se unió al elenco principal de la serie Be Melodramatic (también conocida como "Melo Is My Nature") donde dio vida a Im Jin-joo, una guionista bipolar y geek, hasta el final de la serie el 28 de septiembre del mismo año. Se trataba de su vuelta a la televisión tras dos años en el cine, y de su primer papel cómico en absoluto.
En marzo de 2021 se anunció que estaba en pláticas para unirse al elenco de la serie Grid, sin embargo poco después se anunció que no se había unido a la serie.
El 28 de abril del mismo año se estrenó el melodrama romántico Esperando la lluvia, protagonizado por  Kang Ha-neul y Chun Woo-hee, con el personaje de una joven que trabaja en una librería y cuida a su hermana mayor, enferma, cuando entabla una correspondencia con un antiguo amigo de aquella.
En febrero de 2022, se anunció que estaba en pláticas para unirse al elenco de la serie Beneficial Fraud. En abril del mismo año protagonizó la película de suspenso Anchor, que en realidad se había rodado en 2019. Al mismo tiempo estuvo en cartelera otra película protagonizada por ella: I Want to Know Your Parents, que se estrenó solo una semana después.

## Filmografía

### Películas
| Año  | Título                           | Papel                           | Notas                 | Ref.                 |
| ---- | -------------------------------- | ------------------------------- | --------------------- | -------------------- |
| 2004 | Love, So Divine                  | Joven                           |                       |                      |
| 2007 | Herb                             | Ggetip 2                        |                       |                      |
| 2009 | Madeo                            | Mi-na                           |                       |                      |
| 2010 | The Boy from Ipanema             | Amiga                           |                       |                      |
| 2011 | Sunny                            | Sang-mi                         |                       |                      |
| 2011 | My Sweet Fucking Sixteen         | Ji-na                           | Cortometraje          |                      |
| 2012 | As One                           | Hermana de Hyun Jung-hwa        |                       |                      |
| 2012 | In Between                       | Jeon Na-ri                      | Parte «Mineral Water» |                      |
| 2012 | 26 Years                         | Hermana mayor de Kwon Jung-hyuk | Cameo                 |                      |
| 2014 | Thread of Lies                   | Mi-ran                          |                       |                      |
| 2014 | Han Gong-ju                      | Han Gong-ju                     |                       |                      |
| 2014 | Remarkable Woman                 | Woo-hee                         | Cortometraje web      | [ 13 ]               |
| 2014 | Cart                             | Mi-jin                          |                       |                      |
| 2015 | The Piper                        | Mi-sook                         |                       |                      |
| 2015 | The Beauty Inside                | Kim Woo-jin                     |                       |                      |
| 2016 | Love, Lies                       | Seo Yeon-hee                    |                       |                      |
| 2016 | The Wailing                      | Mu-myeong                       |                       |                      |
| 2017 | One Day                          | Mi-so                           |                       |                      |
| 2018 | I Want to See Your Parents' Face |                                 |                       |                      |
| 2018 | Heung-boo: The Revolutionist     | Seon-chool                      | Aparición especial    |                      |
| 2019 | Idol                             | Ryeon-hwa                       |                       | [ 14 ] [ 15 ] [ 16 ] |
| 2019 | Vertigo                          | Sin Seo-young                   |                       |                      |
| 2021 | Waiting for Rain                 | Gong So-hee                     |                       | [ 8 ]                |
| 2022 | Anchor                           | Se-ra                           |                       | [ 11 ] [ 17 ] [ 18 ] |
| 2022 | I Want to Know Your Parents      | Song Jung-wook                  |                       | [ 12 ]               |
| 2022 | Booth Luck                       | Se-yeong                        | Cortometraje          | [ 19 ]               |
| 2023 | Identidad desbloqueada           | Lee Na-mi                       | Película web          | [ 20 ] [ 21 ] [ 22 ] |

### Televisión
| Año  | Título                             | Papel                    | Cadena  | Notas     | Ref.          |
| ---- | ---------------------------------- | ------------------------ | ------- | --------- | ------------- |
| 2010 | The Woman Who Still Wants to Marry | Colega de Lee Shin-young | MBC     |           |               |
| 2011 | Vampire Idol                       | Woo-hee                  | MBN     |           |               |
| 2017 | Argon                              | Lee Yeon-hwa             | tvN     |           | [ 23 ] [ 24 ] |
| 2019 | Be Melodramatic                    | Im Jin-joo               | JTBC    |           | [ 25 ]        |
| 2023 | Delightfully Deceitful             | Lee Ro-um                | tvN     |           | [ 26 ] [ 27 ] |
| 2024 | Una familia atípica                | Do Da-hae                | JTBC    |           | [ 28 ] [ 29 ] |
| 2024 | The 8 Show                         | Se-ra                    | Netflix | Serie web | [ 30 ] [ 31 ] |

### Programas de televisión
| Año  | Título                           | Papel     | Canal | Notas                            | Ref.   |
| ---- | -------------------------------- | --------- | ----- | -------------------------------- | ------ |
| 2021 | DoReMi Market (Amazing Saturday) | Invitada  | tvN   | Episodio n.º 156                 | [ 32 ] |
| 2022 | The Disappeared School           | Narradora | EBS   | Documental especial de Año Nuevo | [ 33 ] |

### Revistas / sesiones fotográficas
| Año  | Título          | Notas                           |
| ---- | --------------- | ------------------------------- |
| 2017 | Cine21 Magazine | Vol. 1099 - junto a Kim Nam-gil |

## Premios y nominaciones
| Año  | Premio                                    | Categoría                                  | Película         | Resultado | Ref.          |
| ---- | ----------------------------------------- | ------------------------------------------ | ---------------- | --------- | ------------- |
| 2011 | Grand Bell Awards                         | Mejor actriz de reparto                    | Sunny            | Nominada  |               |
| 2011 | Blue Dragon Film Awards                   | Mejor actriz de reparto                    | Sunny            | Nominada  |               |
| 2014 | Director's Cut Awards                     | Mejor actriz revelación                    | Han Gong-ju      | Ganadora  | [ 34 ]        |
| 2014 | Buil Film Awards                          | Mejor actriz                               | Han Gong-ju      | Nominada  | [ 35 ]        |
| 2014 | Buil Film Awards                          | Mejor actriz revelación                    | Han Gong-ju      | Nominada  |               |
| 2014 | Korean Association of Film Critics Awards | Mejor actriz                               | Han Gong-ju      | Ganadora  | [ 36 ]        |
| 2014 | Grand Bell Awards                         | Mejor actriz                               | Han Gong-ju      | Nominada  | [ 37 ]        |
| 2014 | Women in Film Korea Awards                | Mejor actriz                               | Han Gong-ju      | Ganadora  | [ 38 ]        |
| 2014 | Blue Dragon Film Awards                   | Mejor actriz                               | Han Gong-ju      | Ganadora  | [ 39 ] [ 40 ] |
| 2014 | Golden Cinema Festival                    | Actriz más popular                         | Han Gong-ju      | Ganadora  | [ 41 ]        |
| 2014 | Cine 21 Awards                            | Mejor actriz revelación                    | Han Gong-ju      | Ganadora  | [ 42 ]        |
| 2014 | Cine 21 Awards                            | Mejor actriz                               | Han Gong-ju      | Ganadora  | [ 42 ]        |
| 2015 | KOFRA Film Awards                         | Mejor actriz                               | Han Gong-ju      | Ganadora  | [ 43 ]        |
| 2015 | KOFRA Film Awards                         | Premio Discovery                           | Han Gong-ju      | Ganadora  | [ 44 ]        |
| 2015 | Max Movie Awards                          | Mejor actriz                               | Han Gong-ju      | Ganadora  | [ 44 ]        |
| 2015 | Wildflower Film Awards                    | Mejor actriz                               | Han Gong-ju      | Ganadora  | [ 45 ]        |
| 2015 | Paeksang Arts Awards                      | Mejor actriz revelación                    | Han Gong-ju      | Ganadora  | [ 46 ]        |
| 2015 | Chunsa Film Art Awards                    | Mejor actriz                               | Han Gong-ju      | Nominada  | [ 47 ]        |
| 2015 | Buil Film Awards                          | Mejor actriz de reparto                    | The Piper        | Nominada  |               |
| 2016 | Buil Film Awards                          | Mejor actriz de reparto                    | The Wailing      | Nominada  |               |
| 2016 | Blue Dragon Film Awards                   | Mejor actriz de reparto                    | The Wailing      | Nominada  |               |
| 2016 | Grand Bell Awards                         | Mejor actriz de reparto                    | The Wailing      | Nominada  |               |
| 2016 | BloodGuts UK Horror Awards                | Mejor actriz en una película internacional | The Wailing      | Nominada  |               |
| 2017 | Paeksang Arts Awards                      | Mejor actriz de reparto                    | The Wailing      | Nominada  |               |
| 2017 | Chunsa Film Art Awards                    | Mejor actriz de reparto                    | The Wailing      | Nominada  |               |
| 2017 | Grand Bell Awards                         | Mejor actriz                               | One Day          | Nominada  |               |
| 2019 | Buil Film Awards                          | Mejor actriz                               | Idol             | Nominada  | [ 48 ]        |
| 2021 | 41st Golden Cinema Film Festival          | Mejor actriz                               | Waiting for Rain | Ganadora  | [ 49 ]        |
| 2022 | 27th Chunsa Film Art Awards               | Mejor actriz                               | Anchor           | Nominada  | [ 50 ]        |
| 2022 | 31st Buil Film Awards                     | Mejor actriz                               | Anchor           | Nominada  | [ 51 ]        |
| 2022 | 43rd Blue Dragon Film Awards              | Mejor actriz                               | Anchor           | Nominada  | [ 52 ]        |